# Route nationale 801
Pour les articles homonymes, voir Route 801.
La route nationale 801 ou RN 801 était une route nationale française reliant Auderville (aujourd'hui intégrée dans la commune de La Hague) à Barfleur en passant par Cherbourg. À la suite de la réforme de 1972, elle a été déclassée en RD 901.
Le nom de RN 801 fut attribué en 2001 à l'ancienne autoroute A801 reliant Nantes à l'A 83. Elle a été déclassée en 2006.

## Ancien tracé d'Auderville à Barfleur (D 901)
- Cap de la Hague / Auderville
- Beaumont-Hague
- Cherbourg
- Saint-Pierre-Église
- Barfleur